# Chi Đầu đài
Chi Đầu đài hay chi Oa nhi đằng (danh pháp khoa học: Tylophora) là một chi thực vật thuộc phân họ Asclepiadeae họ Apocynaceae. Chi có khoảng 60 loài từ các vùng nhiệt đới và cận nhiệt đới châu Á, Phi, và Úc, đa số là các loài dây leo lâu năm.

## Phân loại
Bao gồm các loài:
- Tylophora anomala
- Tylophora apiculata
- Tylophora aristolochioides
- Tylophora biglandulosa
- Tylophora brownii
- Tylophora cameroonica, N.E.Br.
- Tylophora conspicua
- Tylophora coriacea
- Tylophora dalzellii
- Tylophora fasciculata
- Tylophora flanaganii
- Tylophora flexuosa
  - Tylophora flexuosa var. flexuosa
  - Tylophora flexuosa var. perrottetiana
- Tylophora floribunda
- Tylophora heterophylla
- Tylophora hirsuta
- Tylophora indica
- Tylophora japonica
- Tylophora matsumurae
- Tylophora oblonga
- Tylophora ovata: Đầu đài xoan
  - Tylophora ovata var. brownii
  - Tylophora ovata var. ovata
- Tylophora parviflora
- Tylophora rotundifolia
- Tylophora sylvatica
- Tylophora tanakae
- Tylophora tenuipedunculata
- Tylophora tenuis
- Tylophora urceolata, Meve
- Tylophora villosa
- Tylophora yunnanensis
  - Tylophora sp. SH-2010

## Hình ảnh

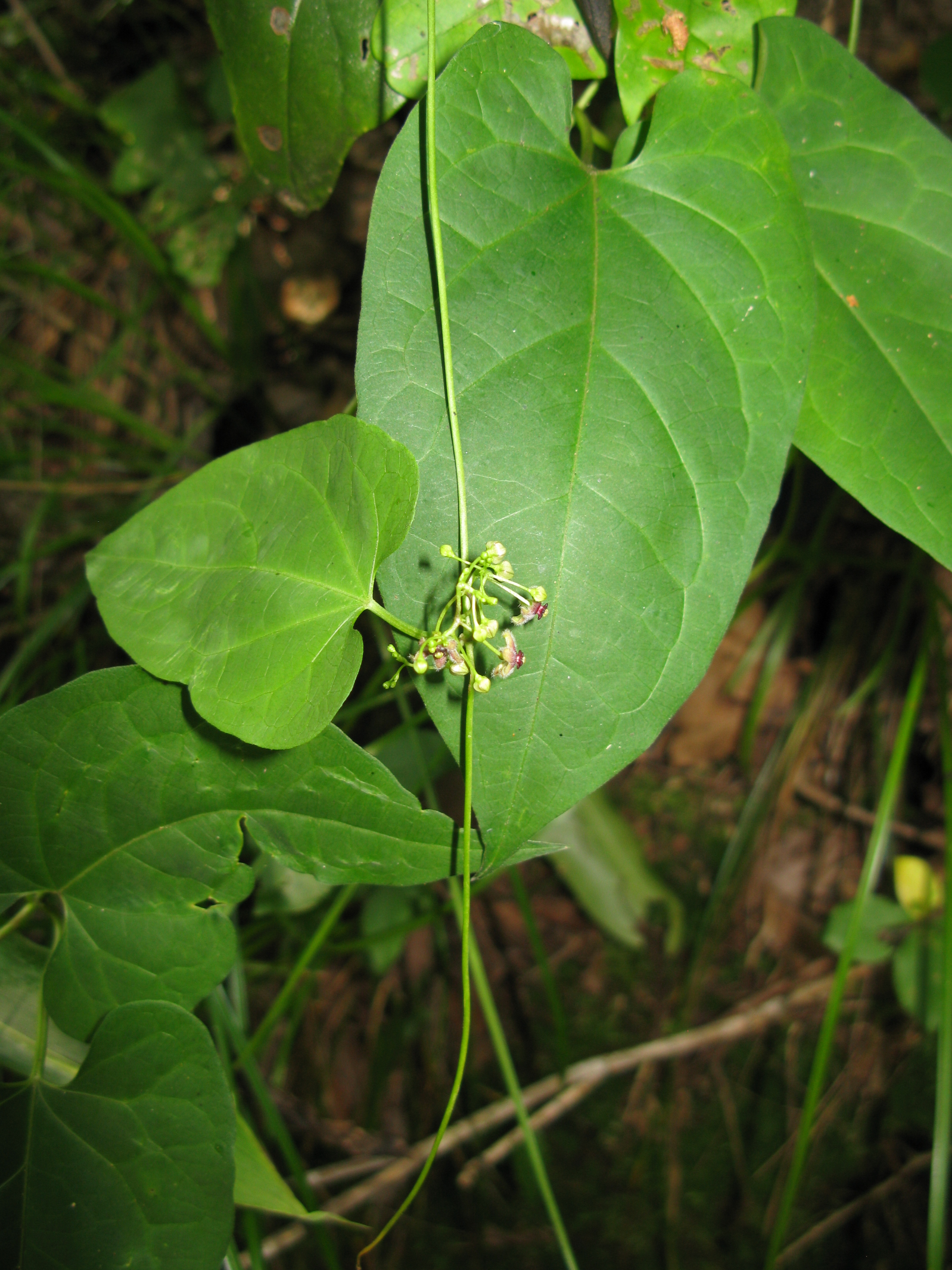
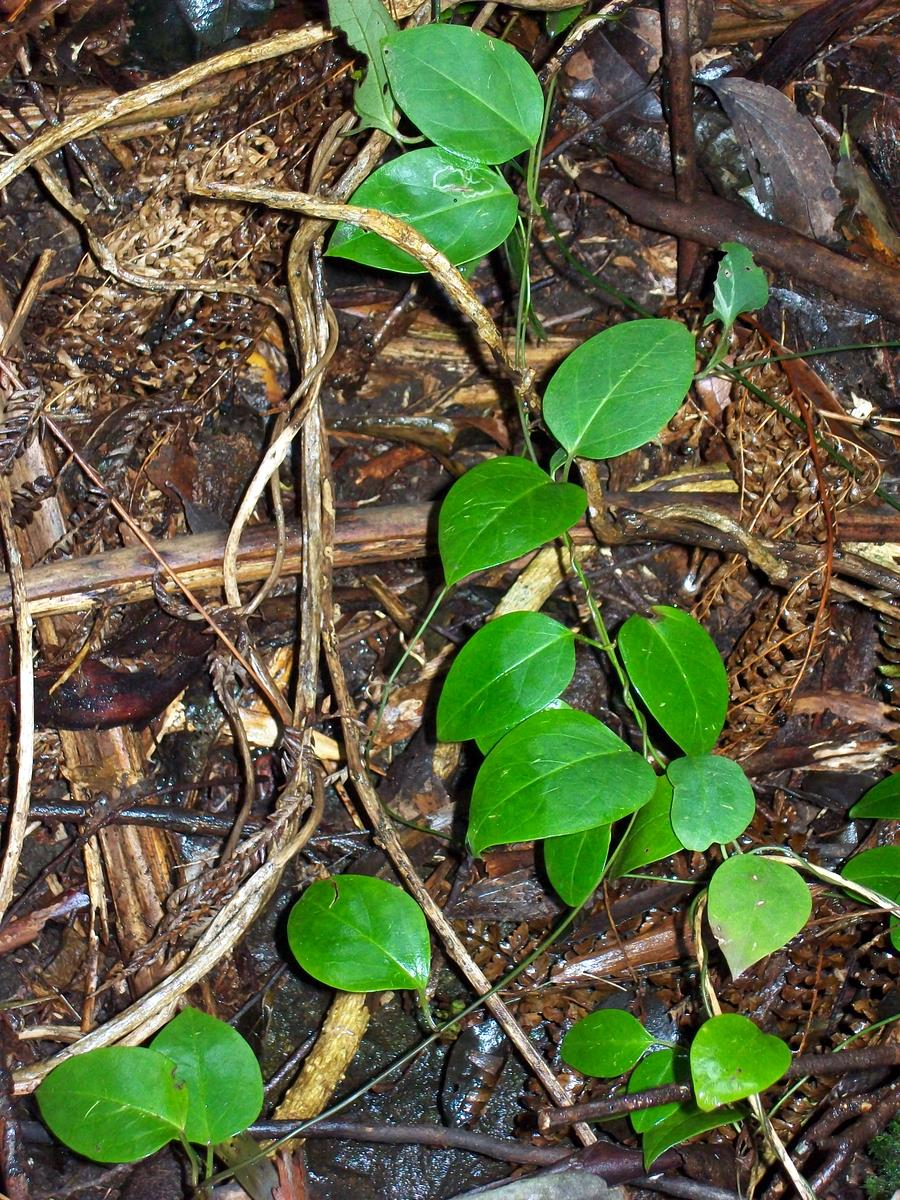
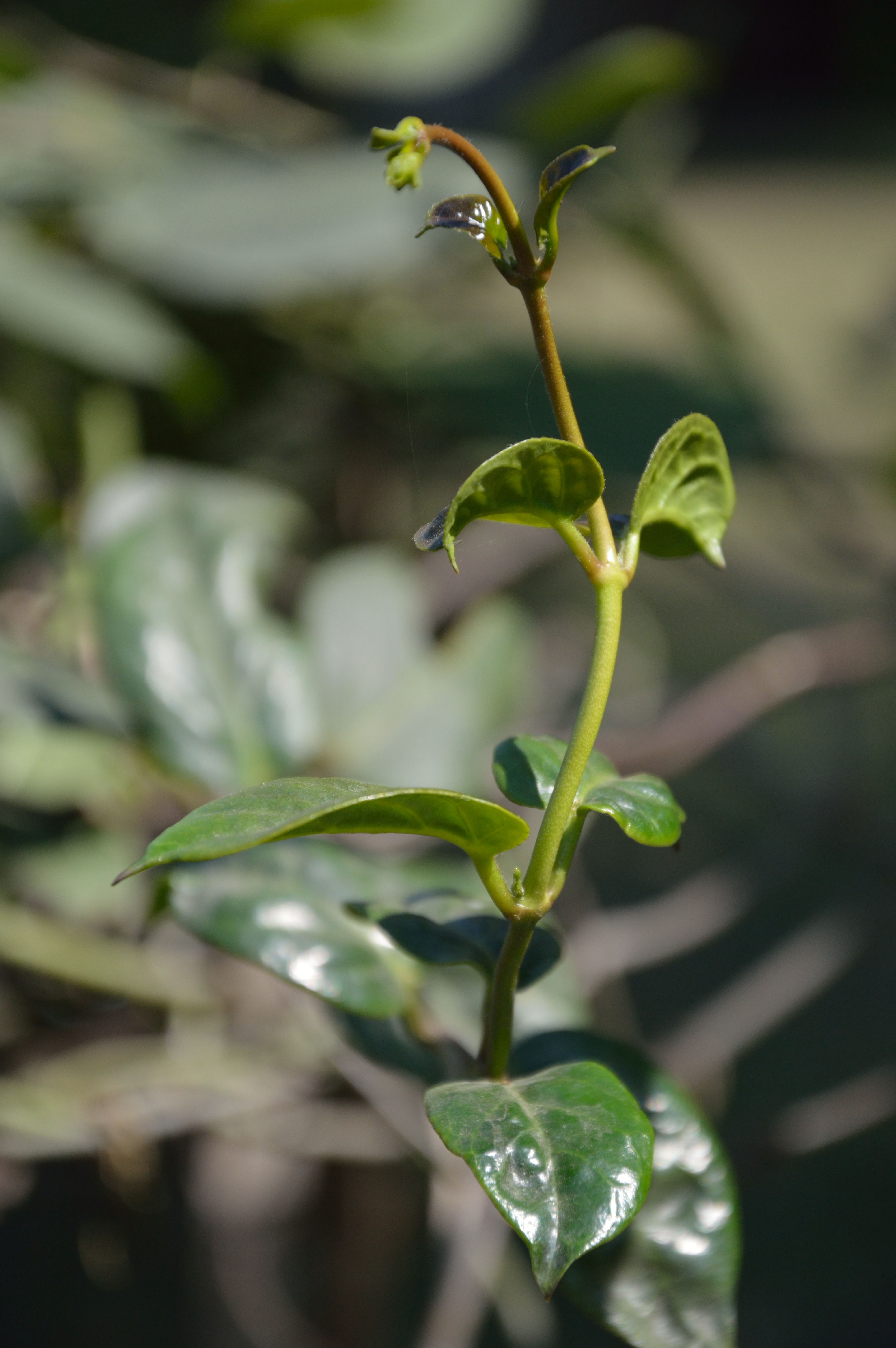
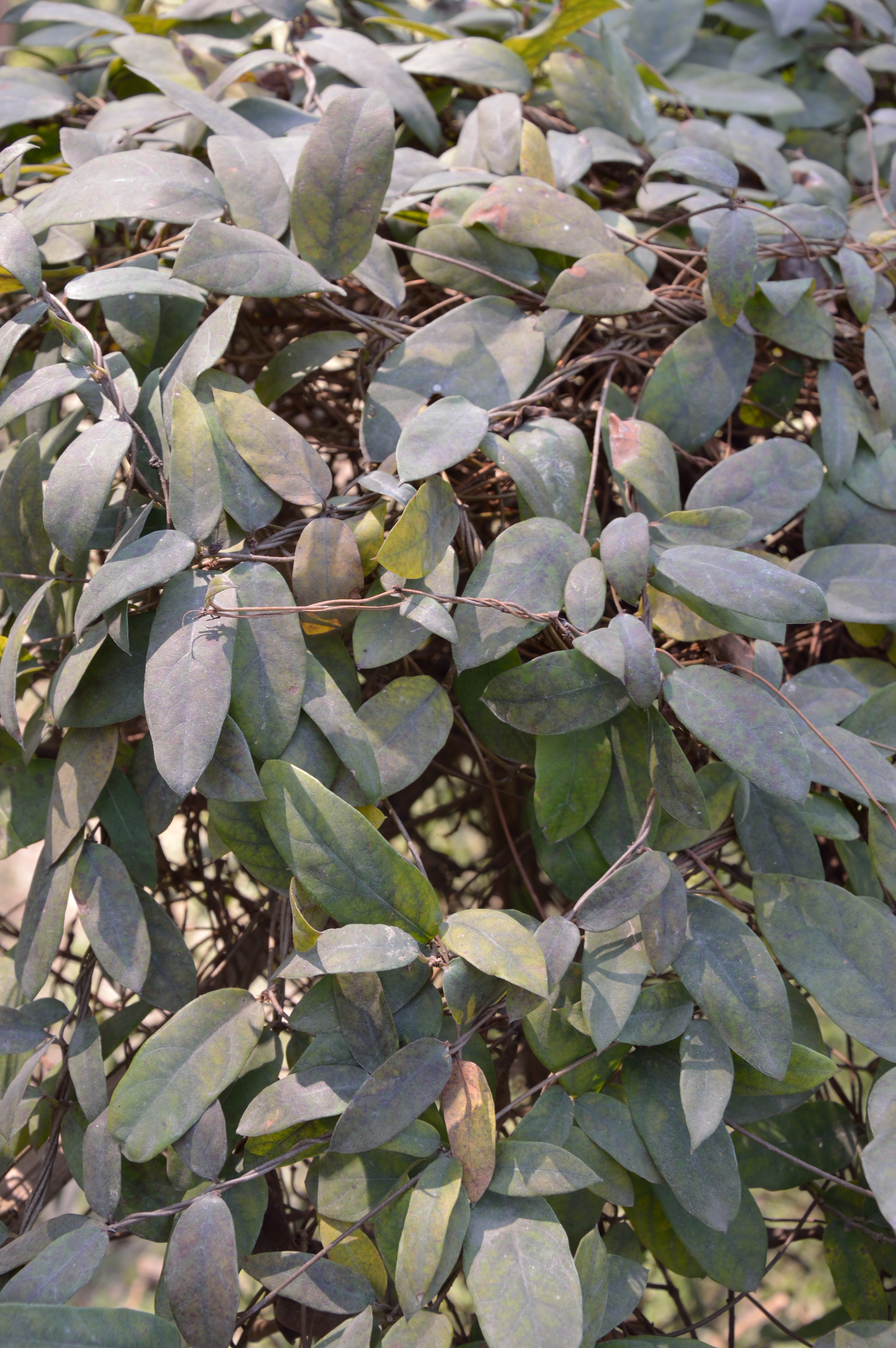